# Clădirea școlii primare (Bardar)
Clădirea școlii primare este o clădire amplasată în Bardar, raionul Ialoveni, Republica Moldova. Este un monument istoric și arhitectural de importanță națională inclus în Registrul monumentelor Republicii Moldova ocrotite de stat cu nr. 675 (raionul Ialoveni). Datează din anii 1930.